# Ekaterini Sakielaropulu
Ekaterini Sakielaropulu (gr. Αικατερίνη Σακελλαροπούλου; ur. 30 maja 1956 w Salonikach) – grecka prawniczka związana z sądownictwem administracyjnym, w latach 2015–2018 wiceprzewodnicząca, a w latach 2018–2020 przewodnicząca Rady Stanu, w latach 2020–2025 prezydent Grecji.

## Życiorys
W 1978 ukończyła studia prawnicze na Uniwersytecie Narodowym im. Kapodistriasa w Atenach. W latach 1989–1990 odbyła podyplomowe studia z prawa konstytucyjnego i administracyjnego na Université Panthéon-Assas. Od 1982 zawodowo związana z Radą Stanu, greckim najwyższym organem sądownictwa administracyjnego. W trakcie kariery zawodowej doszła w 2000 do stanowiska radcy stanu. Orzekała w różnych izbach Rady Stanu. W 2015 objęła funkcję jej wiceprzewodniczącej, a w 2018 została powołana na przewodniczącą tego organu. Pełniła różne funkcje w stowarzyszeniu skupiającym sędziów rady stanu, w tym jego przewodniczącej (1993–1995, 2000–2001). W 2015 została prezesem greckiego towarzystwa prawa ochrony środowiska.
W połowie stycznia 2020 premier Kiriakos Mitsotakis ogłosił wysunięcie jej kandydatury na stanowisko prezydenta Grecji. Poparcie dla niej zadeklarowały Syriza i Ruch na rzecz Zmian. 22 stycznia 2020 jako pierwsza kobieta w historii została przez Parlament Grecji wybrana na to stanowisko. W pierwszym głosowaniu otrzymała 261 na 300 głosów (przy wymaganej większości 200 głosów). Urząd objęła 13 marca 2020, sprawowała go do 13 marca 2025.

## Życie prywatne
Jest rozwiedziona, ma córkę.

## Odznaczenia
- Order Zasługi Republiki Włoskiej I klasy (Włochy, 2020)[9]
- Order za Wybitne Zasługi (Słowenia, 2021)[10]
- Order Leopolda I klasy (Belgia, 2022)[11]
- Order Podwójnego Białego Krzyża I klasy (Słowacja, 2022)[12]
- Order Stara Płanina I klasy ze wstęgą (Bułgaria,2022)[13]
- Honorary Companions of Honour with Collar Narodowego Orderu Zasługi (Malta, 2023)[14]